# Information Processing Language
IPL (Information Processing Language) – język programowania opracowany w latach 1954–1956 przez zespół w składzie: Allen Newell, Cliff Shaw i Herbert Simon. Język ten przeznaczony był do przetwarzania operacji symbolicznych. Konstruowano w tym języku m.in. programy dowodzące twierdzenia i gry w szachy.
Kolejną wersją języka był IPL-II, w którym zrealizowano koncepcje dotyczące tworzenia i przetwarzania struktur listowych.
Wiele idei zawartych w językach IPL i IPL-II stanowiło, wraz z teorią funkcji rekurencyjnych, podstawę do opracowania języka Lisp.